# Anoeconeossa vespertina
Anoeconeossa vespertina är en insektsart som beskrevs av Taylor 1987. Anoeconeossa vespertina ingår i släktet Anoeconeossa och familjen rundbladloppor. Inga underarter finns listade i Catalogue of Life.